# Gert Jan Schlatmann
Gert Jan Schlatmann (Bloemendaal, 6 december 1963) is een Nederlands voormalig hockeyspeler. Tussen 1986 en 1988 speelde Schlatmann vijftig wedstrijden voor het Nederlands team en scoorde daarin veertien doelpunten.

## Erelijst
- 1986 7e Wereldkampioenschap
- 1987  Champions Trophy,
- 1987  Europees kampioenschap
- 1988  Olympische Spelen,

Marc Benninga · 
Floris Jan Bovelander · 
Jacques Brinkman · 
Maurits Crucq · 
Marc Delissen · 
Cees Jan Diepeveen · 
Patrick Faber · 
Taco van den Honert · 
Ronald Jansen · 
René Klaassen · 
Hendrik Jan Kooijman · 
Jan Hidde Kruize · 
Frank Leistra · 
Erik Parlevliet · 
Gert Jan Schlatmann · 
Tim Steens ·
Coach: Hans Jorritsma